# در جبهه غرب خبری نیست (فیلم ۲۰۲۲)
در جبهه غرب خبری نیست (به انگلیسی: All Quiet on the Western Front) فیلم حماسی ضد جنگ آلمانی محصول ۲۰۲۲ است، که بر اساس رمانی به همین نام اثر اریش ماریا رمارک از سال ۱۹۲۹ ساخته شده است. کارگردانی این فیلم به عهده ادوارد برگر بوده و در آن بازیگرانی همچون دانیل برول، آلبرشت شوخ، سباستین هولک، فلیکس کامرر، آرون هیلمر، ادین حسنوویچ و دیوید اشتریسو ایفای نقش کرده‌اند.
داستان فیلم در طول جنگ جهانی اول اتفاق می‌افتد و زندگی یک سرباز جوان آلمانی ایدئالیست به نام «پائول بویمر» را روایت می‌کند؛ بویمر پس از ثبت نام در ارتش آلمان با دوستانش، خود را در معرض واقعیت‌های جنگ می‌بیند و امیدهای اولیه او برای تبدیل‌شدن به یک قهرمان، در تلاش برای زنده‌ماندن از جنگ از بین می‌رود. این فیلم یک خط داستانی موازی را اضافه کرده است که در کتاب یافت نمی‌شود، که به دنبال مذاکرات آتش‌بس ۱۱ نوامبر برای پایان‌دادن به روند جنگ است.
در جبهه غرب خبری نیست نخستین بار در جشنواره بین‌المللی فیلم تورنتو در ۱۲ سپتامبر ۲۰۲۲ به نمایش درآمد و در ۲۸ اکتبر در نتفلیکس پخش شد. این فیلم نقدهای مثبتی از سوی منتقدان دریافت کرد، و لحن و وفاداری آن به پیام ضدجنگ منبع اصلی به صورت گسترده مورد تحسین منتقدان و تماشاگران قرار گرفت. این فیلم ۱۴ نامزدی پیشرو را در هفتاد و ششمین جوایز فیلم آکادمی بریتانیا (برنده ۷ مورد، از جمله بهترین فیلم) و ۹ نامزدی در نود و پنجمین دوره جوایز اسکار را دریافت کرد که برنده ۴ مورد از جمله بهترین فیلم بین‌المللی، بهترین فیلم‌برداری، بهترین موسیقی فیلم و بهترین طراحی صحنه شد، که آنرا به چهارمین فیلم غیر انگلیسی‌زبان، پس از فانی و الکساندر (۱۹۸۲)، ببر خیزان، اژدهای پنهان (۲۰۰۰) و انگل (۲۰۱۹) تبدیل می‌کند که به این موفقیت دست یافته است.

## داستان
در سال ۱۹۱۷ میلادی، سه سال پس از آغاز جنگ جهانی اول، «پائول بویمر» نوجوانی ۱۷ ساله است که در کنار دوستانش «آلبرت کروپ»، «فرانس مولر» و «لودویگ بهم» در ارتش امپراتوری آلمان ثبت نام می‌کنند. آنها به سخنرانی میهن‌پرستانهٔ یکی از مسئولان آکادمی نظامی گوش می‌دهند و ناآگاهانه یونیفورم سربازانی که در نبرد قبلی کشته شده‌اند را دریافت می‌کنند. پائول پس از استقرار آن‌ها در شمال فرانسه در نزدیکی لا مالمایسون، با «استانیسلاوس «کت» کاتچینسکی»، یک سرباز مسن‌تر، آشنا می‌شوند. دیدگاه رمانتیک آن‌ها از جنگ، با واقعیت‌های سنگر در خط مقدم جبهه غربی درهم می‌شکند و لودویگ در همان شب اول توسط آتش توپخانه کشته می‌شود.
در ۷ نوامبر ۱۹۱۸، ماتیاس ارتسبرگر، مقام آلمانی، که از تلفات فزاینده خسته شده است، با فرماندهی عالی آلمان ملاقات می‌کند تا آنها را متقاعد کند که مذاکرات ترک مخاصمه را با نیروهای متفقین آغاز کنند. در همین حال، پائول و کت یک غاز را از مزرعه‌ای فرانسوی می‌دزدند تا با آلبرت، فرانس و کهنه‌کاری دیگر به نام «تیادن استکفلیت»، که با آن‌ها در استان شامپانی پشت جبهه نزدیک شده‌اند، شریک شوند. کت که بی سواد است، از پائول درخواست می‌کند تا نامه‌ای از همسرش را برای او بخواند و نگران است که نتواند خود را دوباره در جامعهٔ زمان صلح ادغام کند. فرانس شب را با یک زن فرانسوی می‌گذراند و روسری او را به یادگار می‌گیرد.
در ۹ نوامبر، ارتسبرگر و هیئت آلمانی سوار قطاری می‌شوند که به مقصد جنگل کامپین می‌رود تا در مورد آتش‌بس مذاکره کنند. پائول و دوستانش به مأموریتی می‌روند تا ۶۰ سرباز گمشده را پیدا کنند که برای تقویت یگان خود فرستاده شده بودند و متوجه می‌شوند که پس از برداشتن نقاب‌هایشان خیلی زود توسط گاز کشته شده‌اند. «ژنرال فردریش» که مخالف مذاکرات آتش‌بس است، پیش از رسیدن نیروهای کمکی فرانسوی دستور حمله می‌دهد. در آن شب، هیئت ارتسبرگر به جنگل کامپین می‌رسد و یگان پائول به جبهه نبرد اعزام می‌شوند تا برای حمله به خطوط فرانسوی آماده شوند.
در ۱۰ نوامبر، فرمانده عالی متفقین فردیناند فوش به آلمان‌ها ۷۲ ساعت فرصت می‌دهد تا شرایط غیرقابل مذاکره متفقین را بپذیرند. در همین حال، حملهٔ آلمان پس از نبرد تن‌به‌تن، خط مقدم فرانسه را در اختیار می‌گیرد، اما با یک ضدحمله تسلیحاتی ترکیبی، که در آن فرانسوی‌ها از تانک‌های سِنت شاموند برای غلبه بر دفاع آلمان استفاده می‌کنند، شکست می‌خورد. فرانس از گروه جدا می‌شود و آلبرت در تلاش برای تسلیم‌شدن می‌میرد. پائول که در دهانه‌ای در منطقهٔ بی‌طرف با یک سرباز فرانسوی به دام افتاده است، او را با چاقو می‌زند و مرگ او را به آرامی تماشا می‌کند، اما سپس به‌شدت پشیمان می‌شود و از بدن مرده‌اش طلب بخشش می‌کند.
ارتسبرگر از کناره‌گیری قیصر ویلهلم دوم مطلع می‌شود و از فیلد مارشال پاول فن هیندنبورگ دستور می‌گیرد تا شرایط متفقین را بپذیرد. پائول به واحد خود برمی‌گردد و مردان را در حال جشن‌گرفتن پایان قریب‌الوقوع جنگ می‌بیند. او دوستش تیادن را زخمی را پیدا می‌کند که روسری فرانس را به او می‌دهد. پائول و کت برای او غذا می‌آورند، اما تیادن که از فلج‌شدن مضطرب شده است، به طرز مرگباری به گلوی خود ضربه می‌زند و خودکشی می‌کند.
در ۱۱ نوامبر، هیئت ارتسبرگر آتش‌بسی را امضا می‌کند که قرار است در ساعت ۱۱:۰۰ صبح اجرا شود. پس از اطلاع از آتش‌بس، پائول و کت برای آخرین‌بار از مزرعه سرقت می‌کنند، اما کت توسط پسر کشاورز مورد اصابت گلوله قرار می‌گیرد و کشته می‌شود. فریدریش که می‌خواهد جنگ را با پیروزی آلمان به پایان برساند، دستور می‌دهد حمله را در ساعت ۱۰:۴۵ صبح آغاز کنند. پائول تا آنجا که می‌تواند سربازان فرانسوی را می‌کشد، اما فقط چند ثانیه پیش از آتش‌بس ساعت ۱۱ با سرنیزه به روی سینه او کوبیده می‌شود و کشته می‌شود.
مدت کوتاهی بعد، یک سرباز تازه‌وارد آلمانی که پائول در جنگ او را نجات داده بود، جسد گل‌آلود پائول را پیدا می‌کند و روسری یادگاری فرانس را برمی‌دارد.

## بازیگران
- فلیکس کامرر در نقش پاول بویمر
- آلبرشت شوخ در نقش استانیسلاوس «کَت» کاتچینسکی
- آرون هیلمر [de] در نقش آلبرت کروپ
- موریتز کلاوس در نقش فرانس مولر
- آدریان گرونه والد [de] در نقش لودویگ بهم
- ادین حسنویچ [de] در نقش تیادن استکفلیت
- دانیل برول در نقش ماتیاس ارتسبرگر
- تیبو د مونتالمبر [en] در نقش ژنرال فردیناند فوش
- دیوید اشتریسو در نقش ژنرال فردریش
- آندرئاس دوهلر [de] در نقش ستوان هوپه
- سباستین هولک [de][۵] در نقش میجور فون بریکسدورف

## تولید
این فیلم در فوریه ۲۰۲۰ با کارگردانی ادوارد برگر و دانیل برول به عنوان بازیگر اصلی معرفی شد. تصویربرداری اصلی در مارس ۲۰۲۱ در پراگ، جمهوری چک آغاز شد و ۵۵ روز به طول انجامید. هزینه ساخت این فیلم ۲۰ میلیون دلار بوده است.

## انتشار
در جبهه غرب خبری نیست نخستین بار در چهل و هفتمین جشنواره بین‌المللی فیلم تورنتو در ۱۲ سپتامبر ۲۰۲۲ به نمایش درآمد. در نخستین اکران فیلم، سازندگان فیلم گفتند که «آغاز فیلم‌برداری زمانی بود که اتحادیه اروپا در خطر فروپاشی قرار داشت، آمریکا شاهد احیای پوپولیسم دست‌راستی بود و بریتانیا سفر برگزیت خود را آغاز کرده بود» و این «چیزی است که به موقع باید گفت [...] باید به ذهن ما بازگردانده شود که ملی‌گرایی یا میهن‌پرستی یا تقسیم کشورها واقعاً منجر به پیشرفت نمی‌شود». پس از یک نامزدی انحصاری در تئاتر پاریس در نیویورک در ۷ اکتبر، این فیلم از ۱۴ اکتبر به سینماهای منتخب گسترش یافت، و سپس در ۲۸ اکتبر در نتفلیکس پخش شد.
یک مستند در مورد ساخت فیلم با عنوان «Making All Quiet on the Western Front» در ۲۰ فوریه ۲۰۲۳ در نتفلیکس در سطح جهانی منتشر شد. انتشار نسخه «کلکسیونی» بلوری برای ۲۸ مارس ۲۰۲۳ در ایالات متحده و ۲۴ آوریل ۲۰۲۳ در بریتانیا برنامه‌ریزی شده است.

## بازخورد
در وبگاه جمع‌آوری نقد راتن تومیتوز، ٪۹۰ از ۱۵۰ بررسی منتقدان مثبت است، و میانگینِ امتیاز آن ۸٫۲/۱۰ است. اجماع این وبگاه چنین می‌نویسد: «هم بموقع و هم جاودان، در جبهه غرب خبری نیست با تمرکز بر بیهودگیِ جنگ، قدرت منابع کلاسیک خود را حفظ می‌کند.» این فیلم در متاکریتیک که از میانگین وزنی استفاده می‌کند، بر اساس نظر ۳۶ منتقدین امتیاز ۷۶ از ۱۰۰ را کسب کرده که نشان‌گر «نقدهای عموماً مطلوب» است.
روبین کوتینهو از نتفلیکس جانکی نوشت: «فیلمنامه آن این پتانسیل را دارد که شما را کاملاً به هم بزند، اما ضربات خود را از آن نمی‌کشد [...] فیلم به موضوعاتی همچون تنهایی، کاتالیزور استیصال و ترس از غیرنظامیان در طی نبرد و هرج‌ومرج می‌پردازد.» بن کنیگزبرگ، که برای نیویورک تایمز می‌نویسد، فیلم را نسبت به نسخه ۱۹۳۰ آن «تاثیرگذارتر»، دانست و از موسیقی متن تند آن استقبال کرد. او همچنین از افزودن طرح داستانی موازی برای ردیابی آتش‌بس تحسین کرد، حتی با اینکه از روایت اول‌شخص رمان متفاوت است؛ او سرنوشت دستکاری‌شدهٔ شخصیت‌ها را از نظر روایی قدرتمند دانست.
جمل بوئی از نیویورک تایمز گفت نسخه ۲۰۲۲ اصالت رمان را از دست داده است؛ رمانی که نه تنها ضد جنگ است، بلکه بیگانگی و تلفات وحشتناک را حتی برای کسانی که به خانه می‌آیند به تصویر می‌کشد؛ او افزود: «رمارک آنقدر که نسبت به پوچی بشری به جنگ علاقه دارد، به خود جنگ و ژئوپلیتیک علاقه‌ای ندارد»؛ او توضیح می‌دهد که در سکانسی از فیلم ۱۹۳۰ که از نسخهٔ ۲۰۲۲ حذف شده است، پائول در مرخصی به خانه می‌آید و نمی‌تواند با معلمان سابق و دیگر بزرگسالان ارتباط برقرار کند. پائول می‌گوید: «تو هنوز فکر می‌کنی که مردن برای کشورت زیبا و شیرین است، نه؟ اولین بمباران به ما بهتر آموخت». به گفته بوئی، «شامل‌کردن این داستان فرعی سیاسی و کنار گذاشتن بازگشت پائول به خانه، این نسخه ۲۰۲۲ را از بررسی روانشناختی تجربهٔ سربازان و محکومیت جنگ، به داستانی بسیار ساده‌تر از سربازانِ با فضیلت و رهبرانِ بدبین تبدیل کرده است، که به مردان خود خیانت کرده‌اند».
مارک کرمد می‌نویسد، اگرچه این فیلم در سرویس نتفلیکس قرار دارد، اما دلیل بسیار خوبی برای دیدن آن در سینما وجود دارد زیرا «از نظر بصری بسیار، بسیار چشمگیر و طاقت‌فرسا است [...] البته بسیار دلخراش است و باید هم همین‌طور باشد.» بتانی وایات، مورخ فرهنگی، این فیلم را «بهترین فیلم جنگ جهانی اول تا به امروز» نامید و نوشت که «به روح رمان رمارک وفادار است». او «تطابق با قدرت نتیجه‌گیری از فیلم سال ۱۹۳۰» را دشوار می‌داند، [...] اما بیان دارد که «اقتباس سال ۲۰۲۲ در ساختن مرثیه خاص خود برای مردانی که به خانه بازنگشتند، موفق بوده است».
بسیاری از منتقدان آلمانی سکانس‌های اکشن را تحسین کردند، اما انحرافات قابل‌توجه فیلم نسبت به کتاب را ایراد گرفتند، که خواندن آن در بسیاری از مدارس آلمان ضروری است. هوبرت وتزل که در زوددویچه تسایتونگ می‌نویسد، از تغییرات فیلم در کتاب انتقاد کرد و گفت: «باید از خود بپرسید که آیا کارگردان حتی رمان رمارک را خوانده است یا خیر». این فیلم همچنین نقدهای منفی را از فرانکفورتر آلگماینه زایتونگ دریافت کرد. مورخ زونکه نایتزل صحنه‌های نبرد را دقیق‌تر از اقتباس‌های قبلی دانست و از آن‌ها ستایش کرد، اما فیلم را به خاطر به تصویر کشیدن سربازانی که برای جلوگیری از فرار از سربازی تیراندازی می‌شوند، با وجود اینکه تنها چهل و هشت سرباز در طول جنگ جهانی اول چنین اعدام شده‌اند، مورد انتقاد قرار داد.

### جوایز و نامزدی‌ها
| جایزه                                     | تاریخ مراسم    | رده                                                       | دریافت کننده | نتیجه    | منبع   |
| ----------------------------------------- | -------------- | --------------------------------------------------------- | --- | -------- | ------ |
| هیئت ملی بازبینی فیلم                     | ۸ دسامبر ۲۰۲۲  | پنج فیلم خارجی زبان برتر                                  | در جبهه غرب خبری نیست | برنده    | [ ۲۵ ] |
| هیئت ملی بازبینی فیلم                     | ۸ دسامبر ۲۰۲۲  | جایزه هیئت ملی بازبینی بهترین فیلمنامه اقتباسی            | ایان استوکل، ادوارد برگر و لسلی پاترسون | برنده    | [ ۲۵ ] |
| جوایز فیلم اروپا                          | ۱۰ دسامبر ۲۰۲۲ | بهترین گریم و آرایش مو                                    | هایکه مرکر | برنده    | [ ۲۶ ] |
| جوایز فیلم اروپا                          | ۱۰ دسامبر ۲۰۲۲ | بهترین جلوه‌های بصری                                       | فرانک پتزولد، ویکتور مولر و مارکوس فرانک | برنده    | [ ۲۶ ] |
| انجمن منتقدان فیلم منطقه واشینگتن، دی.سی. | ۱۲ دسامبر ۲۰۲۲ | بهترین فیلم بین‌المللی/خارجی زبان                          | در جبهه غرب خبری نیست | نامزدشده | [ ۲۷ ] |
| انجمن منتقدان فیلم سنت لوئیس              | ۱۸ دسامبر ۲۰۲۲ | بهترین فیلم بین‌المللی                                     | در جبهه غرب خبری نیست | نامزدشده | [ ۲۸ ] |
| انجمن منتقدان فیلم دالاس‌فورت وورث         | ۱۹ دسامبر ۲۰۲۲ | بهترین فیلم خارجی زبان                                    | در جبهه غرب خبری نیست | چهارم شد | [ ۲۹ ] |
| اتحادیه زنان روزنامه‌نگار سینمایی          | ۵ ژانویه ۲۰۲۳  | بهترین فیلمنامه، اقتباسی                                  | ادوارد برگر، لسلی پاترسون، ایان استوکل | نامزدشده | [ ۳۰ ] |
| اتحادیه زنان روزنامه‌نگار سینمایی          | ۵ ژانویه ۲۰۲۳  | بهترین فیلم غیر انگلیسی زبان                              | در جبهه غرب خبری نیست | نامزدشده | [ ۳۰ ] |
| انجمن منتقدان فیلم سن دیگو                | ۶ ژانویه ۲۰۲۳  | بهترین کارگردان                                           | ادوارد برگر | نامزدشده | [ ۳۱ ] |
| انجمن منتقدان فیلم سن دیگو                | ۶ ژانویه ۲۰۲۳  | بهترین فیلمنامه اقتباسی                                   | ادوارد برگر، لسلی پاترسون و ایان استوکل | برنده    | [ ۳۱ ] |
| انجمن منتقدان فیلم سن دیگو                | ۶ ژانویه ۲۰۲۳  | بهترین فیلم بین‌المللی                                     | در جبهه غرب خبری نیست | برنده    | [ ۳۱ ] |
| حلقه منتقدان فیلم سان‌فرانسیسکو            | ۹ ژانویه ۲۰۲۳  | بهترین فیلم بلند بین‌المللی                                | در جبهه غرب خبری نیست | نامزدشده | [ ۳۲ ] |
| جوایز گلدن گلوب                           | ۱۰ ژانویه ۲۰۲۳ | بهترین فیلم غیر انگلیسی‌زبان                               | در جبهه غرب خبری نیست | نامزدشده | [ ۳۳ ] |
| انجمن منتقدان فیلم جورجیا                 | ۱۳ ژانویه ۲۰۲۳ | بهترین فیلم بین‌المللی                                     | در جبهه غرب خبری نیست | نامزدشده | [ ۳۴ ] |
| جوایز فیلم به انتخاب منتقدان              | ۱۵ ژانویه ۲۰۲۳ | بهترین فیلم خارجی زبان                                    | در جبهه غرب خبری نیست | نامزدشده | [ ۳۵ ] |
| انجمن منتقدان فیلم سیاتل                  | ۱۷ ژانویه ۲۰۲۳ | بهترین فیلم غیر انگلیسی زبان                              | در جبهه غرب خبری نیست | نامزدشده | [ ۳۶ ] |
| جامعه آنلاین منتقدان فیلم                 | ۲۳ ژانویه ۲۰۲۳ | بهترین فیلم غیر انگلیسی زبان                              | در جبهه غرب خبری نیست | نامزدشده | [ ۳۷ ] |
| انجمن فیلم‌برداران بریتانیا                | ۱۱ فوریه ۲۰۲۳  | فیلمبرداری در یک فیلم بلند                                | جیمز فرند | برنده    | [ ۳۸ ] |
| حلقه منتقدان فیلم ونکوور                  | ۱۳ فوریه ۲۰۲۳  | بهترین فیلم خارجی زبان                                    | در جبهه غرب خبری نیست | برنده    | [ ۳۹ ] |
| جامعه منتقدان فیلم هیوستون                | ۱۸ فوریه ۲۰۲۳  | بهترین ویژگی زبان خارجی                                   | در جبهه غرب خبری نیست | نامزدشده | [ ۴۰ ] |
| جوایز انجمن کارگردانان هنری               | ۱۸ فوریه ۲۰۲۳  | برتری در طراحی تولید برای یک فیلم دورهمی                  | کریستین ام گلدبک | نامزدشده | [ ۴۱ ] |
| جوایز فیلم بفتا                           | ۱۹ فوریه ۲۰۲۳  | بهترین فیلم                                               | مالته گرونرت | برنده    | [ ۴۲ ] |
| جوایز فیلم بفتا                           | ۱۹ فوریه ۲۰۲۳  | بهترین کارگردانی                                          | ادوارد برگر | برنده    | [ ۴۲ ] |
| جوایز فیلم بفتا                           | ۱۹ فوریه ۲۰۲۳  | بهترین بازیگر نقش مکمل مرد                                | آلبرشت شوخ | نامزدشده | [ ۴۲ ] |
| جوایز فیلم بفتا                           | ۱۹ فوریه ۲۰۲۳  | بهترین فیلمنامه اقتباسی                                   | ادوارد برگر، لسلی پاترسون، ایان استوکل | برنده    | [ ۴۲ ] |
| جوایز فیلم بفتا                           | ۱۹ فوریه ۲۰۲۳  | بهترین فیلم غیر انگلیسی‌زبان                               | ادوارد برگر، مالته گرونرت | برنده    | [ ۴۲ ] |
| جوایز فیلم بفتا                           | ۱۹ فوریه ۲۰۲۳  | بهترین انتخاب بازیگران                                    | سیمون بر | نامزدشده | [ ۴۲ ] |
| جوایز فیلم بفتا                           | ۱۹ فوریه ۲۰۲۳  | بهترین فیلم‌برداری                                         | جیمز فرند | برنده    | [ ۴۲ ] |
| جوایز فیلم بفتا                           | ۱۹ فوریه ۲۰۲۳  | بهترین طراحی لباس                                         | لیزی کریستل | نامزدشده | [ ۴۲ ] |
| جوایز فیلم بفتا                           | ۱۹ فوریه ۲۰۲۳  | بهترین تدوین                                              | سون بودلمن | نامزدشده | [ ۴۲ ] |
| جوایز فیلم بفتا                           | ۱۹ فوریه ۲۰۲۳  | بهترین آرایش و مو                                         | هایکه مرکر | نامزدشده | [ ۴۲ ] |
| جوایز فیلم بفتا                           | ۱۹ فوریه ۲۰۲۳  | بهترین موسیقی فیلم                                        | هائوشکا | برنده    | [ ۴۲ ] |
| جوایز فیلم بفتا                           | ۱۹ فوریه ۲۰۲۳  | بهترین طراحی تولید                                        | کریستین ام گلدبرک، ارنستین هیپر | نامزدشده | [ ۴۲ ] |
| جوایز فیلم بفتا                           | ۱۹ فوریه ۲۰۲۳  | بهترین صدا                                                | لارس گینزل، فرانک کروزه، ویکتور پراشیل، مارکوس استملر                                                                                        | برنده    | [ ۴۲ ] |
| جوایز فیلم بفتا                           | ۱۹ فوریه ۲۰۲۳  | بهترین جلوه‌های ویژه بصری                                  | مارکوس فرانک، کمیل جعفر، ویکتور مولر و فرانک پتزوید                                                                                          | نامزدشده | [ ۴۲ ] |
| انجمن منتقدان هالیوود                     | ۲۴ فوریه ۲۰۲۳  | بهترین فیلم بین‌المللی                                     | در جبهه غرب خبری نیست | نامزدشده | [ ۴۳ ] |
| جوایز قرقره طلایی                         | ۲۶ فوریه ۲۰۲۳  | دستاورد برجسته در تدوین صدا - فیلم بلند خارجی             | فرانک کروزه، مارکوس استملر، الکساندر باک، بنجامین هوربه، الکساندر باک، توماس کالبر، موریتز هافمایستر، کوئن ایل سانگ، کارستن ریشتر، دانیل ویس | برنده    | [ ۴۴ ] |
| جوایز انجمن صوت سینما                     | ۴ مارس ۲۰۲۳    | دستاورد برجسته در میکس صدا برای یک فیلم متحرک - لایو اکشن | ویکتور پراشیل، لارس ژینزل، استفان کورته، دانیل کرسکو، یان مایردیرکز، هانس وارنز                                                              | نامزدشده | [ ۴۵ ] |
| جوایز اسکار                               | ۱۲ مارس ۲۰۲۳   | بهترین فیلم                                               | مالته گرونرت | نامزدشده | [ ۴۶ ] |
| جوایز اسکار                               | ۱۲ مارس ۲۰۲۳   | بهترین فیلم‌نامه اقتباسی                                   | ادوارد برگر، لسلی پاترسون و ایان استوکل | نامزدشده | [ ۴۶ ] |
| جوایز اسکار                               | ۱۲ مارس ۲۰۲۳   | بهترین فیلم بین‌المللی                                     | آلمان | برنده    | [ ۴۶ ] |
| جوایز اسکار                               | ۱۲ مارس ۲۰۲۳   | بهترین موسیقی فیلم                                        | هائوشکا | برنده    | [ ۴۶ ] |
| جوایز اسکار                               | ۱۲ مارس ۲۰۲۳   | بهترین صداگذاری                                           | ویکتور پراشیل، فرانک کروزه، مارکوس استملر، لارس گینزل و استفان کورته                                                                         | نامزدشده | [ ۴۶ ] |
| جوایز اسکار                               | ۱۲ مارس ۲۰۲۳   | بهترین طراحی صحنه                                         | کریستین ام. گلدبک و ارنستین هیپر | برنده    | [ ۴۶ ] |
| جوایز اسکار                               | ۱۲ مارس ۲۰۲۳   | بهترین فیلم‌برداری                                         | جیمز فرند | برنده    | [ ۴۶ ] |
| جوایز اسکار                               | ۱۲ مارس ۲۰۲۳   | بهترین چهره‌پردازی و آرایش مو                              | هایکه مرکر و لیندا آیزنهامرووا | نامزدشده | [ ۴۶ ] |
| جوایز اسکار                               | ۱۲ مارس ۲۰۲۳   | بهترین جلوه‌های تصویری                                     | فرانک پتزولد، ویکتور مولر، مارکوس فرانک و کمیل جعفر                                                                                          | نامزدشده | [ ۴۶ ] |